# Chiến dịch Ninh Bình
Chiến dịch tây nam Ninh Bình là một trận đánh lớn trong Chiến tranh Đông Dương. Khởi nguồn từ hai cuộc hành quân lớn của quân đội Pháp là cuộc hành quân Mouette (Hải âu) vào tây nam Ninh Bình nhằm vào Đại đoàn 320 của Quân đội quốc gia Việt Nam (Quân đội nhân dân Việt Nam), và cuộc hành quân Pélican (Bồ nông) vào ven biển Thanh Hóa. Chính quyền Việt Nam Dân chủ Cộng hòa sau đó đã phát động chiến dịch phản công bằng lực lượng tại chỗ.

## Bối cảnh
Vào tháng 5 năm 1953, tướng Henri Navarre sang Đông Dương nắm quyền Tổng chỉ huy quân đội viễn chinh thay cho tướng Raoul Salan. Henri Navarre đã nhắc đến một chiến lược tiến công mới, sử dụng các lực lượng quân sự mạnh và cơ động để thay đổi tình hình trên chiến trường Đông Dương.
Cũng trong khoảng thời gian này, Đại tướng Võ Nguyên Giáp cùng các đồng chí của mình đang chuẩn bị kế hoạch cho Chiến cục Đông Xuân 1953–1954: Một đòn tiến công chiến lược trên nhiều hướng để phân tán quân Pháp, mở một con đường thông Lào để đưa bộ đội chủ lực vào Nam Bộ. Chiến trường đồng bằng Bắc Bộ do Thiếu tướng Văn Tiến Dũng chỉ huy sẽ là hướng phối hợp. Đồng thời, bộ đội mật mã Việt Nam đã tìm cách và đã thành công trong việc lừa quân Pháp rằng hướng chủ yếu trong hai năm 1953–1954 sẽ là đồng bằng Bắc Bộ.
Theo tướng Yves Gras, tướng Navare đã tin vào những gì họ đã thu được, cho rằng Quân đội nhân dân Việt Nam đang lấy Nho Quan làm căn cứ hậu cần. Do đó, Navare phát động cuộc hành quân Mouette (Operation Mouette) nhằm loại bỏ Đại đoàn 320 ra khỏi vòng chiến đấu, hoàn toàn xóa sổ một bộ phận quân chủ lực của Việt Nam. Từ đầu tháng 10, phía Pháp đã dùng máy bay thả truyền đơn, dùng loa phóng thanh thông báo quân Pháp sắp tấn công Thanh Hóa, khuyên người dân trở về khu vực do Pháp kiểm soát (phía Việt Nam gọi là "vùng tạm chiếm"). Tàu Hải quân Pháp thường xuyên xuất hiện ngoài khơi vùng biển Thanh Hóa, kèm theo đó là những toán biệt kích hoạt động ở khu vực Rịa - Nho Quan (Ninh Bình).
Dự đoán được quân Pháp có khả năng sẽ tấn công vào Nho Quan, đầu tháng 10 năm 1953, Võ Nguyên Giáp đã điện cho Văn Tiến Dũng, Tư lệnh kiêm Chính ủy Đại đoàn 320 chuẩn bị sẵn sàng.

## Lực lượng và chuẩn bị
Phía quân đội Pháp ở mặt trận Ninh Bình, theo Martin Windrow, gồm 7 Binh đoàn cơ động (GM), một số xe bọc thép half-track và xe tăng Chaffee, tổng binh lực vào khoảng 21.000–24.500 quân. Còn theo phía Việt Nam, số quân Pháp gồm 19 Tiểu đoàn bộ binh, hơn 10 Tiểu đoàn hỏa lực mạnh và lực lượng dù thuộc 6 Binh đoàn cơ động, được tổ chức thành 2 Sư đoàn nhẹ lâm thời A, B và cánh quân C, không rõ số lính cụ thể. Còn hướng phối hợp ở Thanh Hóa có 500 lính.
Phía quân đội Việt Nam, ở Liên khu 4 có Đại đoàn 320, Đại đoàn 304 và một Trung đoàn thuộc Đại đoàn 316. Tuy nhiên, ở mặt trận Ninh Bình chỉ có Đại đoàn 320 tham chiến, lực lượng bao gồm:
- Trung đoàn 48, đóng ở Kỳ Lao, Quan Thạch, có nhiệm vụ đón đánh quân Pháp trên đường 59 (ngã ba Rịa và đường từ Rịa đi Phú Cát).
- Trung đoàn 52, đóng ở Châu Sơn, (thị trấn) Nho Quan, Yên Nông, có nhiệm vụ đón đánh quân Pháp trên đường 12.
- Trung đoàn 64, đóng ở Phố Cát (Thạch Thành, Thanh Hóa) làm lực lượng cơ động.

Các đơn vị bộ đội địa phương được bổ sung quân số, chuẩn bị sẵn khí tài trang bị, hỗ trợ quân chủ lực trên đường 59 và đường 12. Lực lượng dân quân du kích bố trí các cạm bẫy, điểm phục kích ở các tuyến đường mà quân Pháp có thể đi qua. Các kho bãi được tổ chức di dời.

## Diễn biến
Đầu tháng 10, quân đội Pháp bắt đầu tập kết ở Ghềnh (Yên Mô, Ninh Bình) và Hoàng Đan dọc sông Đáy (Ý Yên, Nam Định). Ngày 15 tháng 10 năm 1953, tướng Jean Gilles chỉ huy cuộc hành quân Mouette đánh ra tây nam Ninh Bình.
Sư đoàn A và B của Pháp do Christian de Castries và Paul Vanuxem chỉ huy hành quân theo đường 59, xuất phát từ Chợ Ghềnh để đánh chiếm Rịa (Lai Cac?) cách đó 25 km. De Castries chia quân đóng ở các điểm cao, quan trọng nhất là hai điểm cao 94 (năm trên đường đi Nho Quan) và 201 (Trại Ngọc, hướng đi Kim Tân, Thạch Thành). Vanuxem chia quân ra đóng ở các khu vực dọc đường 59, cho một bộ phận tập kết ở Quang Sỏi (Quang Sơn, Tam Điệp), nhằm tấn công Đồng Giao, Quang Lang Đoài. Trên đường hành quân, quân Pháp bị bộ đội địa phương và dân quân du kích các huyện Gia Viễn, Yên Mô, Nho Quan tổ chức nhiều trận đánh nhỏ lẻ để cầm chân.
Cùng ngày 15 tháng 10, Navarre huy động Hàng không mẫu hạm Arromanches và hàng chục tàu chiến mở cuộc hành quân Pélican nhắm vào Liên khu 4. Ngày 16 tháng 10, 500 quân Pháp đổ bộ vào bờ biển Tĩnh Gia (Thanh Hóa). Một bộ phận biệt kích tấn công cứ điểm Khoa Trường. Mục đích của cuộc hành quân này giống như Cuộc hành quân Hautes Alpes (Operation Hautes Alpes) vào tháng 3, chỉ nhằm nghi binh khiến Đại đoàn 304 Quân đội nhân dân Việt Nam bị "giam chân", không thể chi viện cho chiến trường chính. Cuộc hành quân Pélican khiến cho Bộ Tổng tư lệnh Quân đội nhân dân Việt Nam lâm vào hoang mang.
Đếm 18, rạng sáng 19 tháng 10, nhân lúc quân Pháp chưa kịp củng cố trận địa, Trung đoàn 64 tổ chức tập kích hai điểm cao 94 và 201 do Lữ đoàn Lê dương thứ 13 (13e DBLE) đóng giữ dưới sự chỉ huy của Thiếu tá Paul Pégot. Tiểu đoàn 706 thuộc Trung đoàn 64 tập kích điểm cao 94 và làm chủ trận địa. Tiểu đoàn 722 sớm bị phát hiện khi tập kích điểm cao 201 nên bị thiệt hại nặng. Quân Pháp thiệt hại 2 Đại đội và tổn thất nặng 2 Đại đội khác. Trung đoàn 64 kiểm soát được điểm cao 201 sau đó. Nhận thấy hạn chế khi tập kích điểm cao, Đại đoàn 320 quyết định thay đổi phương thức tác chiến, chia nhỏ thành các phân đội phối hợp với dân quân, du kích đánh nhỏ, đánh phân tán kìm chân, tiêu hao sinh lực đối phương.
Lúc này, quân đội Pháp ở Thanh Hóa đã bắt đầu rút lui. Bộ Tổng tư lệnh Quân đội nhân dân Việt Nam lúc này mới hoàn toàn nắm rõ ý đồ của Pháp, từ đó giữ nguyên chiến lược Đông Xuân 1953–1954, ra lệnh cho Đại đoàn 320 tổ chức lực lượng phản công, còn các đơn vị khác tiếp tục di chuyển như kế hoạch đã vạch ra.
Ngày 22 tháng 10, Pháp cho 4 Tiểu đoàn bộ binh, 2 Tiểu đoàn pháo binh và 1 Tiểu đoàn thiết giáp từ Rịa chia làm ba mũi tiến về thị trấn Nho Quan: Một mũi đi theo đường 59, mũi vòng qua phía đông, một mũi vòng qua phía tây. Trung đoàn 52 và 64 của Đại đoàn 320 phải chia nhỏ lực lượng, cùng dân quân du kích tiến hành mai phục, chặn đánh.
Tối 23 tháng 10, Tiểu đoàn 1 Trung đoàn 48 thiết lập trận địa phục kích ở chân đồi Trại Ngọc. Đến sáng ngày 24 tháng 10, Tiểu đoàn 1 (1er) Trung đoàn Lê dương số 5 (5e REI) với sự yểm trợ của 20 xe tăng, xe bọc thép hành quân từ Rịa đến Phủ Đồi - Trại Ngọc và bị phục kích. Quân Pháp bại trận, thiệt hai 1 Đại đội, 9 xe tăng bị phá hủy, bị bẻ gãy mũi tiến công. Tiểu đoàn 1 Trung đoàn 48 dù thắng nhưng bị thiệt hại nặng nề do bất lợi về địa hình.
Ngày 25 tháng 10, 4 Tiểu đoàn bộ binh, 4 Tiểu đoàn pháo binh và 1 Tiểu đoàn thiết giáp của Pháp xuất phát từ Ghềnh, mở cuộc càn quét về phía Bỉm Sơn - Quý Hương, nơi nghi là căn cứ của Đại đoàn 320. Sau ba ngày hành quân mà không đem lại kết quả, sáng ngày 27 tháng 10, quân Pháp rút lui. Chỉ huy quân Pháp cho 1 Tiểu đoàn Lê dương và 1 Tiểu đoàn Thái ở lại bố trí phục kích. Tuy nhiên, hoạt động của lực lượng này đã bị một Tiểu đoàn thuộc Trung đoàn 48 theo dõi ngay từ đầu. Lợi dụng khi quân Pháp đang tập kết, đội hình lộn xộn, Trung đoàn 48 tổ chức tập kích, truy kích quân địch đến Giốc Giàng, được một Đại đội thuộc Trung đoàn 64 đến tăng viện. Quân Pháp ở Rịa cho máy bay cùng hai Trung đội xe tăng đến cứu viện nhưng bị chặn đánh. Kết quả, hai Tiểu đoàn của Pháp bị tiêu diệt hoàn toàn ở khu vực Sòng Cạn - Giốc Giàng. Một máy bay bị bắn hạ ở Trại Ngọc.
Ngày 2 tháng 11, để "chào đón" Phó Tổng thống Mỹ Richard Nixon chuẩn bị đến khảo sát chiến trường, bộ chỉ huy quân Pháp cho mở cuộc hành quân tấn công thị trấn Nho Quan lần thứ hai. Do lo sợ bị phục kích, quân Pháp di chuyển rất chậm. Đêm ngày 2 tháng 11, một Đại đội chủ lực của Trung đoàn 52 cùng dân quân du kích đã tập kích vào vị trí đóng quân của Pháp ở Văn Luân, loại khỏi vòng chiến đấu 100 kẻ địch. Sáng ngày 3 tháng 11, Tiểu đoàn 391 Trung đoàn 52 tổ chức phục kích hai tiểu đoàn quân Pháp đang di chuyển từ Chợ Cầu (ngoài đường 59) vào làng Mống Lá. Sau 45 phút, bất chấp việc được không quân và pháo binh yểm trợ, Tiểu đoàn 1 Trung đoàn Lê dương số 5 (5eREI) bị tổn thất 2 Đại đội cùng với 1 Đại đội tan rã.
Ngày 4 tháng 11, Richard Nixon đến Ninh Bình, René Cogny cho quân "dọn dẹp" đường số 1, từ thị xã Ninh Bình tới Ghềnh, để bảo đảm an ninh. Đến ngày 6 tháng 11, Navarre ra lệnh rút lui.

## Kết quả
Theo quan điểm của Việt Nam, sau 23 ngày đêm chiến đấu liên tục trong chiến dịch phản công (15 tháng 10 đến 6 tháng 11, 1953), Đại đoàn 320 cùng lực lượng vũ trang tỉnh Ninh Bình đã đánh gần 100 trận lớn, nhỏ, loại khỏi vòng chiến đấu hơn 4.000 quân tinh nhuệ của địch. Qua đó đã "bảo vệ vững chắc được vùng hậu phương quan trọng, bảo toàn được chủ lực, giữ vững quyền chủ động chiến lược, tạo thêm điều kiện thuận lợi để quân và dân ta bước vào chiến cuộc Đông Xuân 1953-1954".
Theo quan điểm của Pháp, lực lượng viễn chinh Pháp đã gây cho Việt Minh thiệt hại lớn gồm 1.000 chết, 2.500 bị thương, 182 bị bắt, thu giữ 500 vũ khí bộ binh, 100 bazooka và 3.000 quả mìn. Qua đó, đã tiêu diệt một phần ba quân số của Đại đoàn 320, làm suy yếu Đại đoàn 320. Tổn thất được phía Pháp đưa ra là 113 người chết, 505 bị thương và 151 người mất tích.
Dù tuyên bố thắng lợi, nhưng cuộc hành quân Mouette khiến cho Navarre bắt đầu lo ngại về cuộc chiến. Trong bản tường trình 707 ngày 10 tháng 11 năm 1953 gửi chính phủ Pháp, tướng Navarre đã viết:
Theo ý kiến của tôi, tướng Cogny và tướng Gilles, nếu chúng ta đưa lục quân của chúng ta, với chất lượng như hiện thời, ra khỏi một bán kính 10 km có pháo binh yểm trợ, thì nếu chạm trán với bộ binh địch, nó sẽ bị đánh bại.
Ký giả Pháp Pierre Rocolle thì ghi:
Tướng Navarre rút ra kết luận: Quân viễn chinh Pháp kém khả năng chiến đấu khi gặp chiến trường phức tạp và phải đương đầu với những trận tao ngộ chiến. Thí dụ: Binh đoàn cơ động số 4 đã mất đứt 1 tiểu đoàn trong ngày 27-10-1953.
Jane Errington và B. McKercher, trong sách The Vietnam War as History đã gọi cuộc hành quân Mouette là một "chiến dịch hạn chế" (modest operation).
Trong thời gian diễn ra chiến dịch phản công tây nam Ninh Bình, các đơn vị chủ lực khác của Quân đội nhân dân Việt Nam đã bắt đầu triển khai ở khu vực Tây Bắc, Trung Lào như kế hoạch, chuẩn bị cho các chiến dịch ở Lai Châu, Trung Lào và Hạ Lào.
Sau Ninh Bình, tháng 12 năm 1953, Navarre tổ chức liên tiếp nhiều cuộc càn quét lớn vào khu căn cứ du kích nam Thái Bình, bắc sông Luộc nhằm nhằm tiêu diệt chủ lực, phá hủy căn cứ du kích để giành lại thế chủ động trên chiến trường. Từ tháng 12 năm 1953 đến tháng 3 năm 1954, số trận càn ở quanh khu vực Kiến An, Hưng Yên, Hải Dương lên tới 392 cuộc. Tuy nhiên, điều đó là không đủ để cứu vãn tình thế bị động trên chiến trường của quân đội Pháp. Từ tháng 3 năm 1954, khi chiến dịch Điện Biên Phủ bắt đầu, lực lượng vũ trang của Việt Nam Dân chủ Cộng hòa ở đồng bằng Bắc Bộ cũng mở nhiều mặt trận phối hợp. Đại đoàn 320 từ Ninh Bình xuyên qua tuyến phòng thủ của quân Pháp và chiếm được toàn tỉnh Nam Định cũng như các tỉnh lỵ Lý Nhân, Ninh Bình, Thái Bình vào tháng 5 năm 1954.